# Alfred Hamacher
Alfred Hamacher (* 7. April 1862 in Breslau; † 3. Januar 1935 in Berlin) war ein deutscher Porträtmaler der Düsseldorfer Schule.

## Leben
Hamacher war der Sohn des Breslauer Historien- und Porträtmalers Theodor Hamacher. Wie sein früh verstorbener Vater und sein jüngerer Bruder Willy studierte Hamacher an der Kunstakademie Düsseldorf Malerei. In seiner Studienzeit an der Düsseldorfer Akademie, die von 1885 bis 1889 dauerte, waren Heinrich Lauenstein, Hugo Crola und Eugen Dücker seine Lehrer. In der Landschafterklasse des Letzteren hielt er sich in den Jahren 1888/1889 auf. Außerdem nahm er Privatunterricht bei Ferdinand Brütt. Von 1891 bis 1902 war Hamacher Mitglied des Künstlervereins Malkasten. Nach 1902 war Hamacher bis in die 1930er Jahre ein gefragter Porträtmaler in Berlin.

## Werke (Auswahl)
- Porträt einer Dame, 1900
- Brustbild einer jungen Dame in weißem, mit Spitze besetztem Kleid, 1900
- Brustporträt eines Jungen, 1903
- Porträt einer eleganten jungen Frau mit roten Blumen im Arm und auf dem Hut, 1905
- Kniestück einer eleganten Dame in weiß-fliederfarbenem Kleid, 1906
- Porträt eines Jungen im Matrosenanzug in einem Korbstuhl, 1908, Große Berliner Kunstausstellung
- Porträt einer eleganten Dame vor Parklandschaft, 1910
- Porträt einer alten Dame, 1924
- Gustav Adolf Deißmann, Porträt, Januar 1930[4]
- Richard von Mises, Porträt, 1931[5]
- Ludwig Tuebben, Porträt, 1932, Archiv der Technischen Universität Berlin[6]
- Porträt eines Tennisspielers mit Schnurrbart